# عبد الوهاب بن عبد الحكم
عبد الوهاب بن عبد الحكم بن نافع، أبو الحسن، البغدادي الوراق .من الأئمة الثقات، وكان صالحا، ورعا زاهدا، وكان من جلساء أحمد بن حنبل ومن خواصه، وكان أعلم أهل زمانه، توفى عبد الوهاب في ذي القعدة سنة إحدى وخمسين ومائتين وكان من أبناء الثمانين تقريبًا.

## أخباره
- قَالَ عبد الْوَهَّاب: الْقُرْآن كَلَام الله غير مَخْلُوق وَمن قَالَ مَخْلُوق فَهُوَ كَافِر هُوَ وَالله زنديق.
- قَالَ ابْنه إِنَّه مَا رأى أَبَاهُ ضَاحِكا قطّ إِلَّا مُبْتَسِمًا وَلَا رَآهُ مازحا قطّ وَلَقَد رَآنِي مرّة وَأَنا أضْحك مَعَ أُمِّي فَجعل يَقُول صَاحب قُرْآن يضْحك هَذَا الضحك وَإِنَّمَا كنت مَعَ أُمِّي.[3]
- قال ابنه أبو بكر الحسن بن عبد الوهاب: كان أبي إذا وقعت منه قطعة فأكثر لا يأخذها، ولا يأمر أحدا أن يأخذها، قال: فقلت له يوما يا أبت الساعة سقطت منك هذه القطعة فلم لا تأخذها؟ قال: قد رأيتها، ولكني لا أعود نفسي أخذ شيء من الأرض كان لي أو لغيري.[2]

## روايته للحديث النبوي
- سمع: أبا ضمرة الليثي، ويحيى بن سليم الطائفي، ومعاذ بن معاذ، وطبقتهم.
- وعنه: أبو داود، والترمذي، والنسائي والبغوي، وابن صاعد، والمحاملي، وعدة.[5]

## أقوال العلماء فيه
الجرح والتعديل
- أبو الحسين بن المنادي: كان من الصالحين
- أحمد بن حنبل: أدعو الله له، رجل صالح..
- أحمد بن شعيب النسائي: ثقة.
- ابن حجر العسقلاني: ثقة.
- الخطيب البغدادي: ثقة صالح ورع زاهد.
- الدارقطني: ثقة.
- الذهبي: قال في السير: الإمام القدوة الرباني الحجة، كان كبير الشأن من خواص الإمام أحمد.